# Katarzyna Okrzesik-Mikołajek
Katarzyna Okrzesik-Mikołajek – polska fotograf specjalizująca się w fotografowaniu koni.

## Działalność
W 2016 została laureatką Wielkiego Konkursu Fotograficznego, organizowanego przez portal internetowy National Geographic Polska. Jest właścicielem hodowli koni rasy Gypsy Cob. Fotografuje konie głównie w Hiszpanii, Anglii, Francji, Niemczech, Kanadzie, oraz we Włoszech. Regularnie współpracuje z wieloma magazynami jeździeckimi, zarówno w Polsce, jak i za granicą.
Ukończyła studia graficzne. Fotografią koni zajmuje się od wielu lat - jest fotograficznym samoukiem. W fotografii przedstawia konie w ich naturalnym środowisku. Regularnie organizuje fotograficzne toury po krajach Europy oraz Ameryki Północnej. Jest organizatorem warsztatów fotograficznych dla polskich oraz zagranicznych twórców w Stajni Podolin oraz w innych lokalizacjach.
Twórczyni inicjatywy spotkań fotografów branżowych "Wielka Integracja Fotografów Końskich"

## Nagrody i osiągnięcia
- Laureatka (w kategorii zwierzęta) Wielkiego Konkursu Fotograficznego portalu National Geographic Polska (2016)[3];
- Uznana za jedną z 10 najlepszych fotografów jeździectwa na świecie przez portal Top Teny[4];
- Grand Jury Winner w Black And White Compositions Photo Contest zorganizowanego przez ViewBug[5];
- III miejsce w konkursie na zdjęcie miesiąca (Foto-Kurier, listopad 2013)[6];

## Publikacje
- Twój Styl: Katarzyna Okrzesik-Mikołajek pracuje dla najsłynniejszych stadnin: zobacz, jak pięknie fotografuje konie[7]
- Voyage LA: Meet Katarzyna Okrzesik-Mikołajek[8]
- FEI.TV - RIDE 2021 Episode 9[9]
- Great people of Equine Industry - Katarzyna Okrzesik-Mikołajek[10]
- #49 Katarzyna Okrzesik-Mikołajek - Fotograficznie rzecz biorąc - podcast